# أكسل بوخ
أكسل بوخ (بالنرويجية البوكمول: Axel Buch)‏ هو شخصية أعمال وسياسي نرويجي، ولد في 10 أغسطس 1930 في تروندهايم في النرويج، وتوفي في 30 يوليو 1998 في النرويج. حزبياً، نشط في حزب المحافظين. وقد انتخب mayor of Trondheim ‏ وانتخب نائب عضو برلمان النرويج ‏.